# ديك لوكاس (لاعب كرة قدم)
ديك لوكاس (بالإنجليزية: Dick Lucas)‏ هو لاعب كرة قدم بريطاني، ولد في 22 يناير 1948 في ويتني ‏ في المملكة المتحدة. لعب مع أكسفورد يونايتد ونادي كيترينغ تاون.